# Elezioni presidenziali in Finlandia del 2006
Le elezioni presidenziali in Finlandia del 2006 si tennero il 15 gennaio (primo turno) e il 29 gennaio (secondo turno); videro la vittoria della Presidente uscente Tarja Halonen, sostenuta dal Partito Socialdemocratico Finlandese.

## Risultati
| Candidati      | Partiti                              | I turno   | I turno | II turno  | II turno |
| Candidati      | Partiti                              | Voti      | %       | Voti      | %        |
| -------------- | ------------------------------------ | --------- | ------- | --------- | -------- |
| Tarja Halonen  | Partito Socialdemocratico Finlandese | 1 397 030 | 46,31   | 1 630 980 | 51,79    |
| Sauli Niinistö | Partito di Coalizione Nazionale      | 725 866   | 24,06   | 1 518 333 | 48,21    |
| Matti Vanhanen | Partito di Centro Finlandese         | 561 990   | 18,63   |           |          |
| Heidi Hautala  | Lega Verde                           | 105 248   | 3,49    |           |          |
| Timo Soini     | Veri Finlandesi                      | 103 492   | 3,43    |           |          |
| Bjarne Kallis  | Democratici Cristiani Finlandesi     | 61 483    | 2,04    |           |          |
| Henrik Lax     | Partito Popolare Svedese             | 48 703    | 1,61    |           |          |
| Arto Lahti     | Alleanza di Sinistra                 | 12 989    | 0,43    |           |          |
| Totale         | Totale                               | 3 016 801 | 100     | 3 149 313 | 100      |